# Weissmahr Béla
Weissmahr Béla (Budapest, 1929. szeptember 9. – München, 2005. április 28.) magyar jezsuita szerzetes, filozófus, teológus, egyetemi tanár, a transzcendentális neotomizmus legjelentősebb hazai képviselője.

## Élete
Érettségi után, 1947-ben belép a jezsuita rendbe. Filozófiai és teológiai tanulmányait 1950 és 1952 között Szegeden a Hittudományi Főiskolán, 1954-től 1956-ig Budapesten a Hittudományi Akadémián, 1956-tól 1959-ig pedig a hollandiai Maastrichtban, a jezsuita teológián végezte, ahol licenciátust szerzett.
1958-ban pappá szentelték. 1959-től Indonéziában élt, ahol 1960 és 1966 között dogmatikát tanít a Közép-jávai Yogyakartában.
1967-ben visszatér Európába, hogy Rómában, a Pápai Gergely Egyetemen teológiai doktorátust szerezzen. Eközben, 1969-től 1971-ig, mint "repetítor" működik a Collegium Germanicum et Hungaricumban.
1971-től filozófiai istentant és metafizikát tanított a jezsuiták müncheni Filozófiai Főiskoláján. 1990 után a szegedi Hittudományi Főiskolán tanít, 1996-tól haláláig pedig a Pázmány Péter Katolikus Egyetem Bölcsészettudományi Karán metafizikát oktat.
A jezsuita rend felkérésére 1990 és 1994 között novíciusmesterként is tevékenykedett Hódmezővásárhelyen, majd pedig Szegeden.
2005. április 28-án műtét után halt meg.

## Munkái
Könyveit főképp német nyelven írta, amelyek megjelentek magyar fordításban is. Számos cikk szerzője a Szolgálat, a Távlatok, a Vigília és a Mérleg folyóiratokban. A Mérleg főmunkatársa volt egészen haláláig.
Doktori disszertációja 1973-ban jelent meg Gottes Wirken in der Welt, Ein Diskussionbeitrag zur Frage der Evolution und des Wunders címmel.
A müncheni Filozófiai Főiskola Grundkurs Philosophie című tankönyvsorozatában Ontologie és Philosophishe Gotteslehre címmel jelentek meg kötetei. Az előbbi magyar fordításban Ontológia címmel látott napvilágot. A társszerkesztésében közzétett Teológiai Kiskönyvtárban olvasható Bevezetés az ismeretelméletbe, valamint Isten léte és mivolta című könyve. Ez utóbbinak javított és bővített változata később Filozófiai Istentan címen jelent meg.

## Magyarul
- Bevezetés az ismeretelméletbe; Tip. Detti, Róma, 1978 (Teológiai kiskönyvtár)
- Isten léte és mivolta; Tip. Detti, Róma, 1980 (Teológiai kiskönyvtár)
- Ontológia; ford. Gáspár Csaba László; Mérleg–Távlatok, Bécs–Bp.–München, 1992 (Filozófiai tanfolyam)
- Filozófiai istentan; Mérleg Távlatok, Bécs–München–Bp., 1996 (Filozófiai tanfolyam)
- A szellem valósága. Filozófiai útmutatás; ford. Szombath Attila; Kairosz, Bp., 2009
- Az emberi lét értelme. Metafizikai értekezések; szerk. Szombath Attila; Akadémiai, Bp., 2012 (JelenLét)

## Szakirodalom
- Metafizika Magyarországon? Konferenciaelőadások Weissmahr Béla filozófiai örökségéről; szerk. Szombath Attila, Petres Lúcia; L'Harmattan–Sapientia Szerzetesi Hittudományi Főiskola, Bp., 2015 (Scintillae sapientiae)